# Pedro Gabriel de Aragón
Pedro Gabriel de Aragón fue párroco del antiguo Real Minas de Álamos.

## Biografía
En 1737, la administración espiritual de los vecinos de Álamos recayó en el padre Pedro Gabriel de Aragón, quien provenía de Parral, Chihuahua y fue vicario del obispado. Durante la rebelión de 1740 proveyó de caballos y bastimento a los soldados españoles, y organizó la defensa en "la frontera" de Camoa (Navojoa). Tenía minas en Topago (ahora en el estado de Chihuahua, al sur de Chínipas) y tras un litigio con los mineros locales, aprovechando su poder eclesiástico, amenazó a sus contrincantes con la excomunión para quedarse con ellas. Allá fueron a dar las limosnas de los vecinos de Álamos, cuando el padre Aragón trató de levantar la mina La Descubridora, que sufría una borrasca poco tiempo después de la aparición del real, en 1750. El sacerdote alentó el poblamiento abriendo caminos, y mandó cortar la madera para construir la iglesia en la loma que edificaron indios de Témoris y también bendijo el camposanto. Sin embargo, no logró que el obispo le diera el beneficio de las minas de Topago, reclamó y obtuvo su administración don Juan Joseph Cordero y Valderrama, el cura de Batopilas, en diciembre de 1750, porque Batopilas quedaba más cerca de Topago que Álamos.
En Pedro Gabriel de Aragón recayó la tarea de erigir las misiones en curatos, después de la expulsión de los jesuitas, en 1767. Además reconstruyó la antigua iglesia de Álamos, mandó labrar portadas de piedra y construyó la cañería que alimentaba dos pilas, una en la plaza de armas y la otra frente a la diputación de minería. La obra fue destruida en 1770 por una inundación y reconstruida después. Como los demás curas beneficiados de Álamos, Aragón estaba rodeado por familiares; su hermano Luis se posesionó de sus minas de Topago, en 1751, y su hermana María de Aragón era dueña de parte de la mina Cruz Verde; en La Aduana, donde trabajaban 120 barreteros (Ibid.), y también, en 1721, de 19 sitios por el rumbo de Santa Cruz, al oeste de Capitahuasa, así como de Yocojihua y del sitio de Masiaca. Esta hacendada competía con el bachiller González de Zayas como terrateniente, pero es probable que su hermano Pedro Gabriel tuviera mucho que ver con la acumulación de sus bienes.